# Червонопартизанська міська рада
Черво́нопартиза́нська міська́ ра́да — орган місцевого самоврядування у складі Свердловської міської ради Луганської області. Адміністративний центр — місто Червонопартизанськ.

## Загальні відомості
- Червонопартизанська міська рада утворена в 1960 році.
- Територія ради: 6,91 км²
- Населення ради: 15 659 осіб (станом на 1 січня 2013 року)

## Населені пункти
Міській раді підпорядковані населені пункти:
- м. Червонопартизанськ

## Склад ради
Рада складається з 30 депутатів та голови.
- Голова ради: Петренко Петро Володимирович
- Секретар ради: Франчук Валентина Василівна

### Керівний склад попередніх скликань
| ПІБ                          | Основні відомості                                                       | Дата обрання | Дата звільнення |
| ---------------------------- | ----------------------------------------------------------------------- | ------------ | --------------- |
| Петренко Петро Володимирович | Міський голова, 1956 року народження, освіта вища, член Партії регіонів | 26.03.2006   | 31.10.2010      |
| Петренко Петро Володимирович | Міський голова, 1956 року народження, освіта вища, член Партії регіонів | 31.10.2010   |                 |

Примітка: таблиця складена за даними джерела

### Депутати
За результатами місцевих виборів 2010 року:
- Кількість депутатських мандатів у раді: 30
- Кількість депутатських мандатів, отриманих кандидатами у депутати за результатами виборів: 28
- Кількість депутатських мандатів у раді, що залишаються вакантними: 2

#### За суб'єктами висування
| Суб'єкт висування                 | Кількість обраних депутатів | %    |
| --------------------------------- | --------------------------- | ---- |
| Партія регіонів                   | 24                          | 85,7 |
| Комуністична партія України       | 3                           | 10,7 |
| Політична партія «Сильна Україна» | 1                           | 3,6  |

#### За округами
| № округу                          | Прізвище, ім'я, по батькові      | Дата визнання обраним | Освіта         | Партійна приналежність                  | Відомості про обраного депутата                                                            |
| --------------------------------- | -------------------------------- | --------------------- | -------------- | --------------------------------------- | ------------------------------------------------------------------------------------------ |
| Комуністична партія України       |                                  |                       |                |                                         |                                                                                            |
| б/м                               | Лебединський Максим Анатолійович | 04.11.2010            | Освіта середня | член Комуністичної партії України       | ВП шахта «Червоний партизан», гроз                                                         |
| 2                                 | Вишковська Валентина Василівна   | 04.11.2010            | Освіта вища    | член Комуністичної партії України       | Червонопартизанська загальноосвітня школа № 2, вчитель                                     |
| 9                                 | Щербина Олена Андріївна          | 04.11.2010            | Освіта вища    | позапартійна                            | Червонопартизанська гімназія, вчитель                                                      |
| Партія регіонів                   |                                  |                       |                |                                         |                                                                                            |
| б/м                               | Круглов Михайло Петрович         | 04.11.2010            | Освіта вища    | член Партії регіонів                    | Свердловська міська лікарня № 2, заступник головного лікаря                                |
| б/м                               | Франчук Валентина Василівна      | 04.11.2010            | Освіта вища    | член Партії регіонів                    | Червоно партизанська міська рада, секретар міської ради                                    |
| б/м                               | Дашко Вадим Борисович            | 04.11.2010            | Освіта вища    | член Партії регіонів                    | ВП "Шахта «Червоний партизан» ДП «Свердлов-антрацит», гірничий майстер                     |
| б/м                               | Ліберда Олександр Ростиславович  | 04.11.2010            | Освіта вища    | член Партії регіонів                    | ВП "Шахта «Червоний партизан» ДП «Свердлов-антрацит», начальник зміни по ТБ                |
| б/м                               | Гринюк Олена Миколаївна          | 04.11.2010            | Освіта вища    | член Партії регіонів                    | ВП "ЦЗФ «Свердловська», інженер ППР                                                        |
| б/м                               | Костенюк Ірина Сергіївна         | 04.11.2010            | Освіта вища    | член Партії регіонів                    | Свердловська загальноосвітня школа № 6, заступник директора                                |
| б/м                               | Грішина Лілія Олексіївна         | 04.11.2010            | Освіта вища    | член Партії регіонів                    | Червоно партизанська загальноосвітня школа № 1, вчитель                                    |
| б/м                               | Томчук Ігор Володимирович        | 04.11.2010            | Освіта вища    | член Партії регіонів                    | ВП "Шахта «Червоний партизан» ДП «Свердлов-антрацит», в.о. директора з госп. і соц. питань |
| б/м                               | Маслова Тетяна Миколаївна        | 04.11.2010            | Освіта вища    | член Партії регіонів                    | Червонопартизанська загальноосвітня школа № 1, заступник директора з виховної роботи       |
| б/м                               | Петренко Вадим Петрович          | 04.11.2010            | Освіта вища    | член Партії регіонів                    | ВП "Шахта «Червоний партизан» ДП «Свердлов-антрацит», гірничий майстер                     |
| б/м                               | Нетудихатка Артем Сергійович     | 04.11.2010            | Освіта вища    | член Партії регіонів                    | Залізнична станція «Красна могила», начальник                                              |
| 1                                 | Власов Сергій Євгенович          | 04.11.2010            | Освіта середня | член Партії регіонів                    | ВП шахта «Червоний партизан» ДП «Свердловантрацит», електрослюсар                          |
| 3                                 | Твердохліб Альберт Михайлович    | 04.11.2010            | Освіта середня | член Партії регіонів                    | Приватне підприємство «Укрспецвугле-сервіс», засновник                                     |
| 4                                 | Білозерських Євген Олександрович | 04.11.2010            | Освіта вища    | член Партії регіонів                    | ВП «ШБУ» ДП «Свердловантрацит», електрослюсар                                              |
| 5                                 | Кумпицький Сергій Броніславович  | 04.11.2010            | Освіта вища    | член Партії регіонів                    | ВП Шахта «Червоний Партизан» ДП «Свердловнатрацит», електрослюсар                          |
| 6                                 | Тарасова Наталія Василівна       | 04.11.2010            | Освіта вища    | член Партії регіонів                    | ВП ГЗФ «Червонопартизанська» ДП «Свердловантрацит», майстер                                |
| 7                                 | Москаленко Юлія Олександрівна    | 04.11.2010            | Освіта вища    | позапартійна                            | ВП"Червоний партизан " ДП «Свердловантрацит», інженер                                      |
| 8                                 | Вовченко В'ячеслав Олексійович   | 04.11.2010            | Освіта вища    | член Партії регіонів                    | ВП ШБУ ДП «Свердловантрацит», заступник начальника дільниці                                |
| 10                                | Хоменко Галина Евгенівна         | 04.11.2010            | Освіта вища    | член Партії регіонів                    | ВП"Червоний Партизан" ДП «Свердловантрацит», машиніст підйому                              |
| 11                                | Дуднік Іван Леонідович           | 04.11.2010            | Освіта середня | член Партії регіонів                    | ВП "Шахта «Червоний Партизан» ДП «Свердловантрацит», електрослюсар                         |
| 12                                | Семенова Ірина Іванівна          | 04.11.2010            | Освіта вища    | член Партії регіонів                    | Червонопартизанська міська рада, інспектор військово-облікового столу                      |
| 13                                | Демченко Світлана Григорівна     | 04.11.2010            | Освіта вища    | член Партії регіонів                    | Червонопартизанська загальноосвітня школа № 3, директор                                    |
| 14                                | Хамчич Галина Миколаївна         | 04.11.2010            | Освіта вища    | член Партії регіонів                    | Червонопартизанська міська рада, спеціаліст-землевпорядник                                 |
| 15                                | Грива Павло Іванович             | 04.11.2010            | Освіта вища    | член Партії регіонів                    | приватний підприємець                                                                      |
| Політична партія «Сильна Україна» |                                  |                       |                |                                         |                                                                                            |
| б/м                               | Кірік Любов Михайлівна           | 04.11.2010            | Освіта вища    | член Політичної партії «Сильна Україна» | Туристична агенція «Любава», директор                                                      |